# Летище Божурище
Летище Божурище е бивше летище и някогашен главен авиоцентър на България – военно, гражданско и спортно летище, с аеропланно училище и аеропланна фабрика. Намира се в южната част на град Божурище, на 4 км от София и на 2 км югозападно от международен път Е80.
Обявено е за паметник на културата, отразяващ фактически цялата история на българското въздухоплаване през първата половина на XX век. Това е първостепенното българско летище фактически от възникването на авиацията в страната до появата на реактивните самолети. Стилизираният образ на летището е включен като част от герба на Божурище.
През 2005 г. Николай Свинаров като министър на отбраната ликвидира летището и подготвя терена и сградите му да бъдат дадени на чуждата компания „Индустриален парк София“, чийто мажоритарен собственик е италианската инвестиционна банка „Финанциария Интернационале“ (Finanziaria Internazionale). Сделката довършва следващият военен министър Веселин Близнаков.

## История
Летище Божурище е първото постоянно действащо летище в България и вероятно най-старото национално летище, запазено в ЕС.

### Военно летище, 1912 – 1918
С Указ № 2 от 2 януари 1897 г., подписан от княз Фердинанд I, на територията на бъдещото летище е създадено военно кавалерийско депо, с което е сложено началото на военното използване на района. През 1906 г. от летището се извършват първите в България полети с балон. Първите дървени постройки на летището са построени през 1912 г., заедно с железопътната гара към него, от българската войска под ръководството на германски инженери. След войната гарата е още по-полезна, когато специален работнически влак от София спира до портала на летището. През 1913 г. там са построени хангарът и служебни сгради. Цар Фердинанд, престолонаследникът Борис и принц Кирил правят полети от него и остават в историята сред малкото аристократи, позволили си този риск по онова време.
Първото българско полево летище първоначално е устроено северно от Централна гара София (при дн. ТЕЦ София) и е пребазирано през 1914 г. на Божурище при кавалерийското поделение. Там е произведен и на 15 август 1915 г. излита първият самолет от българско производство, конструиран от Асен Йорданов. По-късно се произвеждат в Държавната аеропланна работилница, Божурище българските самолети „ДАР“: ДАР-1, ДАР-2, ДАР-3, ДАР-4, ДАР-5, ДАР-6, ДАР-7, ДАР-8, ДАР-9 и ДАР-10.
През същата 1915 г. на 26 ноември на летището е открито първото българско Аеропланно училище. За началник на училището е назначен военният пилот майор Симеон Петров. За 2 години в училището са обучени над 100 пилоти, наблюдатели и аеромеханици. След завършване на курса на обучение всички са изпращани по бойните летища в състава на Първо и Второ аеропланни отделения към действащата армия. Възпитаници на училището са много личности, имащи огромен принос за подема на българската и световната авиация и самолетостроене: Асен Йорданов, Цветан Лазаров, Кирил Петков, Владимир Балан.
Заедно с летеца поручик Владимир (Влайко) Балан, който е на боен стаж в германско авиационно поделение на фронта при Вердюн, през 1916 г. началникът предприема обиколка на германски летища и авиоработилници. Оценяват летището и новата аеропланна работилница в Гросенхайн, до Дрезден. Началникът на работилницата майор фон Минквиц чрез Германската въздухоплавателна инспекция ги снабдява с цялата нужна документация за изграждане на подобна инфраструктура в Божурище.
Авиопарк Божурище е устроен най-модерно и става първокласна въздушна база на България под командването на капитан Симеон Петров, тогава на 24 юни 1917 г. под ръководството на аеромеханика кап. Иван Каролев е положен основният камък на модерните изградените железобетонни постройки на аеропланната работилница, 4 големи хангара, електрическа централа, складове, административни и жилищни сгради, офицерско казино, а за ремонта и изработването на самолетните крила е поставено и началото на създаване на аеродинамична лаборатория. За обезпечаване на летателната дейност има метеорологическа и радионавигационна служба, където започват работа натрупалите вече богат опит български авиомеханици Каролев, Платников, Гевренов. За началник на ДАР Божурище е назначен капитан Марко Първанов, боен пилот, герой от войната, постигнал на 30 септември 1916 г. първата въздушна победа за българската авиация.
Създадената авиационна база дава условия за откриване на Аеропланно училище за летци и технически кадри и впоследствие са обучени голяма част от българските пилоти и парашутисти. На 18 ноември 1917 г. на аеродрум Божурище е устроен първият авиационен празник (военно авиошоу).

### Гражданско летище, 1919 – 1937
С Ньойския диктат на победена България е отнето правото да има авиация. В Божурище пред незавършения изцяло комплекс сгради на Аеропланната работилница, Аеропланното училище и летището от окупационната комисия на Антантата под надзора на френския ген. Фуржу, който оглавява окупационния корпус на победителите, са унищожени, варварски разбити в т.нар. Глухо дере и изгорени в наречения по-късно „Черен хангар“ заедно с него (той е съборен от летците и мястото му е празно) предадените ѝ на 18 декември 1919 г. 73 български самолета, 110 авиационни двигателя, 3 аеростата, 76 авиационни картечници, бордни уреди, боеприпаси, авиобомби и друго авиационно оборудване, а през септември 1920 г. на същото място са докарани с вагони от Варна и разрушени 9 броя хидроплани от морската ни авиация, но голяма част от българската авиационната техника е спасена благодарение на усилията на Симеон Петров и останалите офицери за съхраняването на материално-техническата база, като самолети, оборудване и въоръжение са разглобени и скрити по селски къщи и хамбари от шопите. 7 български самолета от типовете DFW C.V, Albatros C.III и Fokker D.VII са укрити на най-невероятни места. Укрити са и десетки самолетни двигатели от типовете Бенц IV и Мерцедес III. Жестокостта на победителите обаче стига дотам, че те настояват летище Божурище и работилницата да бъдат изравнени със земята, а летателното поле разорано. Но Симеон Петров, имащ сериозни познанства сред висшите авиационни командири на французите, успява да спаси летището от разрушаване, и да спечели съгласието им сградният фонд и летателното поле да се запазят и използват от българския аероклуб. От 1919 г. Летище Божурище става гражданско. На 27 април 1920 г. в София се провежда учредително събрание на Българския аероклуб.
В 1919 г. на летището е сформирана първата въздушна жандармерийска част в България, но тя бързо е разформирована от окупационната комисия на Антантата и летището си остава чисто гражданско.
По време на Голямата железничарска стачка от 24 декември 1919 – 20 януари 1920 г. за пръв път българската авиация използва самолети за превоз на пощата между София, Пловдив, Русе, Варна и Бургас с междинни кацания в Ямбол и Горна Оряховица. Тогава официалната кореспонденция се пренася от спешно създадената въздушна пощенска служба. Полетите се извършват по маршрути София – Горна Оряховица – Варна и София – Пловдив – Бургас.
Към Министерството на железниците, пощите и телеграфите на 1 април 1922 г. с база летище Божурище се открива „Отделение за въздухоплаване“. Към него принадлежат Аеропланното училище, Аеропланната работилница и Аеропланното депо. Директор на отделението и на училището става бойният летец Асен Юрданов Агов. Официалното предназначение на това отделение е транспорт на хора, поща и товари в рамките на страната.
Един от най-способните стари летци Пеньо Попкръстев е извикан от чужбина и на 10 юни 1923 г. е назначен за началник на българското въздухоплаване. В Германия той подбира и подготвя малък екип, с който България да създаде собствен научно-технически потенциал и собствена база за подготовка на инженерни кадри, които да изградят родното ни самолетостроене. Отделението с царски указ № 40 от 15 юли 1924 г. прераства в „Дирекция на въздухоплаването“. Преоборудвани военновременни самолети превозват от 1 до 4 пътника. България закупува самолети: от Франция идват „Потез VIII“, „Кодрон С-59“ и „Анрио ХД-14“. От Англия "Бристол 29 „Тоурър“ и хидроплани „Авро-522“. През 1924 г. това са 18 сухоземни учебни самолета и 2 хидроплана, през следващата година – 12 пощенски, 2 учебни и още 2 хидроплана, които са доставени през 1926 г. От тях 17 нови самолета превозват предимно поща и след неуспешни опити да се открият редовни въздушни пътнически линии, тази инициатива замира. 1924 г. е забележителна с това, че са получени за пръв път след войната нови самолети.
От укритите части в 1921 г. в авиационната работилница Божурище са сглобени 2 самолета – Албатрос С.ІІІ (Albatros C.III) и DFW C.V. Това се осъществява пак благодарение на усилията на Симеон Петров за съхраняването на материално-техническата база и подкрепата на Иван Платников, Димитър Ангелов, Илия Младенов, Иван Симеонов.
През 1924 г. в Божурище започва производството на първите български серийни самолети – това са учебни, тренировъчни и разузнавателни самолети У-1 „Узунов“ (тип DFW-C.V), носещи името на загиналия летец Иван Узунов. Те са предвидени най-вече за нуждите на аеропланното училище. Неговото официално откриване става на 15 юли 1923 г., макар то практически да не е прекратявало съществуванието си. Вземат се и мерки за обучаването на технически персонал. На 15 февруари 1924 г. започва и първият курс за самолетни техници.
През пролетта на 1925 г. с правителствено решение на летище Божурище от оцелялата база е създадено първото българско самолетостроително предприятие, наречено скромно Държавна аеропланна работилница (ДАР) – Божурище разполагаща с всички необходими цехове, халета и лаборатории за индустриално производство на самолети. За пръв началник на ДАР е назначен летецът капитан Марко Първанов, за главен инженер – германският летец инж. Херман Винтер (Hermann Winters), в конструктивното му бюро работят специализиралия в Берлин инж. Цветан Лазаров, който по-късно замества като началник Първанов, американският възпитаник инж. Кирил Петков, Борис Денчев, Касабов, Стойчев, Бончев и др. През 1925 г. са произведени общо 7 броя и с тях за първи път е изпълнена първата въздушна обиколка на България. Това събитие има небивал обществен отзвук, тъй като самолетите са родно производство. В ДАР-Божурище се произвеждат български самолети от 1925 до 1941 г., когато производствената база е прехвърлена в ДСФ Ловеч, тъй като правителството се страхува от бомбардировки, а хангарите в Божурище продължават да се използват за ремонти, обновяване и поддръжка на действащата авиационна техника до 1954 г. когато дейността по национално производство на самолети е преустановено от комунистическото правителство изпълняващо нарежданията от Москва и самолетният парк на ВВС се попълва изключително с внос на самолети от СССР До 1941 г. от ДАР са произведени общо 94 самолета от 12 типа, от които самостоятелни конструкции са ДАР-6, ДАР-6А и ДАР-10А на Цветан Лазаров, ДАР-7 и ДАР-8 на Кирил Петков, а останалите – на Херман Винтер
.
На 5 юли 1923 г. България ратифицира Международната конвенция за гражданско въздухоплаване и получава първия си отличителен международен знак за национална принадлежност на гражданските самолети – буквите „В-В“. През 1924 г. заедно с „Дирекция на въздухоплаването“ е създадено „Аеропристанище Божурище“. Вестниците и списание „Летец“ дават обширна информация за всички самолети, идващи и отлитащи от Божурище. На летище Божурище редовно се провеждат въздушни празници. На 15 ноември 1923 г. в Аеропланното училище е приет първият следвоенен випуск летци. Със заповед Nо 10/29 януари 1924 г. те са зачислени като ученици-летци. Програмата на обучение предвижда то да премине в два етапа. След първия етап (първи пилотски изпит) се получава свидетелство (бревет) за пилот на туристически самолет. След втория етап (втори пилотски изпит) свидетелството се заверява и за пилот на транспортен самолет, но основната част от подготовката на летците и наблюдателите има военна насоченост. Отработва се въздушен бой, бомбардиране, щурмуване, разузнаване.
През лятото на 1925 г. на летище Божурище за първи път в България са извършени парашутни скокове от самолет. С десантния парашут, система „Хайнеке“, от самолет Potez.ХVlI от 1000 m височина скачат поручиците Цветинов, Христов, Вълков и Стоев. След двадесет години летище Божурище ще приеме елитната десантна парашутна дружина, която използва просторното летателно поле за провеждане на земни упражнения и парашутни скокове от тримоторните самолети Junkers Ju 52 „Сова“.
На 2 октомври 1925 г. на летище Божурище за първи път са проведени нощни летения, при които с големи огньове са били обозначени началото и края на летателното поле. На 26 август 1926 г. са направени първите обикновени пощенски полети от София до Варна с междинно кацане на летище Горна Оряховица, открито на 29 март 1925 г., но за момента превозването на вестници и поща на такова разстояние със самолети е икономически необосновано и полетите са прекратени.
През 1926 г. летателното училище е преместено от Божурище в Казанлък, за да е по-далеч от столицата София и полезрението на дипломатическите представители и военни аташета на бившата Антанта. Същата 1926 г. над София се появява югославски самолет разузнавач „Бреге“, разчитащ, че България е беззащитна и няма ВВС. Тогава от Божурище излита едни от сглобените от укритите авиочасти Fokker D.VII, на който спешно са монтирани сдвоени картечници „Максим-Шпандау“, шпионинът панически бяга и е преследван до границата от храбрия пилот Тодор Рогев, участник във войната, българин от Македония.
Първите редовни граждански полети започват пак от летище Божурище на 25 октомври 1927 г. в присъствието на министъра на железниците, пощите и въздухоплаването Кимон Георгиев, като последното определение министерството е малко преди тържеството, ген. Лазаров и столичния кмет ген. Владимир Вазов, чужди гости от първата българска авиокомпания Бунавад за пътнически и пощенско-товарни превози под ръководството на д-р Димитър Точков, водосвет извършва митрополит Стефан. Първия полет е по линията София – Русе – Варна с трима пътници. Двата Junkers F 13 на Бунавад, базирани на Божурище, са именувани на тържеството, този с регистрация B-BUNA на „Ластовица“, а другия B-BUNB „Соколъ“. До тях стоят три машини „ДАР-1“ и две „ДАР-2“ на Дирекцията на въздухоплаването. Самолетите изпълняват показни полети за печата и присъстващите, след което B-BUNA „Ластовица“ поема по курса си с трима пътника на борда – Димо Казасов, г-ца Сапунова и главния редактор на в. „Утро“ Ст. Тонев – и успешно каца на летище Тихина във Варна, приветстван от митрополит Симеон и гражданството. Впоследствие Бунавад открива линиите от Божурище и линията София – Пловдив – Бургас. Бунавад поддържа свои ремонтни помещения на летище Божурище.
Първите български авиопощенски марки, издадени на 7 ноември 1927, са подпечатани на Божурище и са ползвани за пробния пощенски полет от София през Русе до Варна на 8 ноември 1927, а полетът по обратния маршрут е на 11 ноември същата година. В 1930 г. компания Бунавад прекратява по икономически причини дейността си. Въздушните съобщения и поща продължават да се поддържат от „Дирекцията на въздухоплаването“ на Царство България.
За обслужване на пътниците първоначално е ползван четвърти хангар. През 1930 г. между трети и четвърти хангар е построена масивна сграда с приемна за пътниците, митническо бюро, административни помещения и канцелария на полицията. На фасадата на първата българска аерогара с едри букви на кирилица и латиница е изписано СОФИЯ. Публикуваните отчети за въздушната поща в България за периода 1929 – 1932 г. дават две основни сведения: в България редовна международна „аеропланна поща“ има след 1928 г.; в 1932 г. тя се пренася от три авиокомпании: полската „Лот“, френската „Сидна“ и германската „Луфтханза“.
През 1931 г. Божурище е част от пътническо-пощенската линия на полската авиокомпания „LOT“ Варшава – Букурещ – София – Солун. След няколко години е организирана новата въздушна линия Белград – София, която работи до избухването на Втората световна война. С тези авиокомпании пътници и поща тръгват от България със самолет за чужбина и обратно.
На откриването на международните авиосъобщения през Божурище е посветено издаването на специална серия от октомври 1931 година. Първата се състои от 7 марки. В миниатюрите е гълъб, носещ писмо. Авторът е художникът Б. Денев. На марките за първи път има надпис „Въздушна поща“. На 9 май 1932 г. влиза в обращение серия от 3 марки на въздушната Аерофилателна изложба, която се провежда в Страсбург (Франция). В миниатюри, рисувани от Н. Бисеров, е изобразен самолет Junkers G-31 над Рилския манастир. Марки са държани преди 20 май за общо 11 дни по време на изложението в пощенската служба в София, Пловдив, Варна, Бургас, Русе, Лом, Плевен и Габрово. Марки от тази серия са валидирани със специален календарен щемпел за въздушна поща, но планираните полети по маршрут София – Страсбург не могат да бъдат реализирани и цялата кореспонденция е доставена с железопътен транспорт. През 1932 г. инж. Херман Винтер вече се е върнал в Германия и след Лазаров ръководството на ДАР е поето от златния медалист от Мичиганския университет в САЩ инж. Кирил Якимов Петков.
На 17 април 1933 г. се състои полско-българско въздушно тържество. Показани са българските аероплани, произведени в ДАР, Божурище: ДАР-1, ДАР-2, ДАР-3, ДАР-4, ДАР-5, ДАР-6. През цялото време на тържеството в халето на аеропланната работилница е открита въздухоплавателна изложба. Провеждат се демонстрации с полски и български самолети. На 20 и 21 октомври 1934 г. на летище Божурище е организирано първото празнуване на Деня на българското въздухоплаване с подобаваща тържественост и заря, на която се извикват имената на славно загиналите български авиатори. По случай международната въздухоплавателна изложба от 7 до 28 юни 1936 г. на летище Божурище са проведени въздушни демонстрации и любителски полети.
Развитието на българския авиопарк на летище Божурище продължава в началото на 1930-те години, когато авиацията получава 1 пощенски 2-местен 1-моторен „Junkers А-20“ (LZ-UNK) – целометалически долноплощник с много добри качества, а българският почетен търговски консул в Бремен купува 1 „Focke-Wulf 43“ (1-моторен горноплощник с 1 пилот и 3 места за пътници) и след лични неблагополучия го подарява на българската авиация за пътнически превози. В статията „Въздушен транспорт“ в „Енциклопедия България“, том 1 се сочи, че през 1934 г. за нуждите на гражданския въздушен транспорт в България от Франция са закупени 2 бр. 6-местни пътнически самолета тип „Геоланд“ (Caudron C.444 Goeland). Според други сведения през 1936 г. е направен нов опит за организиране на редовни пътнически превози. Поръчани са 3 модерни за времето си френски самолета – „Goeland 440“. Само 1 от тях („LZ-REA“) лети до Божурище с 2 пилоти Никола Кокилев и Станислав Кръчмаров, аероинженера Васил Анастасов, техника Милитаров, представителя Фоке на фабриката „Codron“ и пътника Димитър Молов. Гаранцията за самолетите обаче не е поета от държавата и поръчката е отказана, още повече, че на самолетите не са поставени картечни гнезда, за да бъдат лесно пригодени за бомбардировачи в случай на война, както настоява командването. Запазена е снимка на Junkers Ju52/3m Sova с обозначения LZ-UNB, който е регистриран в България през 1938 г. По случай международната въздухоплавателна изложба от 7 до 28 юни 1936 г. са проведени въздушни демонстрации и любителски полети.
С Божурище е тясно свързана и кариерата на споменатия виден български летец и конструктор Христо Лазаров. Първоначално в 1925 г. е инструктор в авиационното училище, а след това е началник на ДАР. През 1930 г. напуска ДАР и става пилот в международното въздухоплавателно дружество с мажоритарно френско участие „СИДНА“, което започва експлоатация на въздушната линия Париж – Прага – София – Бургас – Истанбул. Договорът с френското дружество е подписан в началото на 1927 г., одобрен на 28 април същата година от Народното събрание и публикуван в „Държавен вестник“, с което е дадена концесия за използване въздушното трасе Драгоман – София – Свиленград като част от трансевропейската линия до Цариград. В началото се лети без свързочни средства. Ориентират се по светлинни фарове, поставени на дървени стълбове. Самолетите са 8 – 10 местни, но често кацат принудително, когато моторите им дефектират. Летците при лошо време загубват ориентировка и с дни не могат да ги открият. По-късно на самолетите са монтирани радиостанции и към екипажите се включват радисти. В 1933 г. дружеството се обединява с други и е преименувано на „Ер Франс“, а Христо Лазаров лети до 1946 г. по този маршрут.
До Втората световна война над територията на България през Божурище са организирани въздушни линии на Ер Франс, Аеропут, Аерофлот, Дойче луфтханза, Империал, ЛОТ.

### Военно и пътническо летище, 1937 – 1947
На 27 юни 1937 г., на летище Божурище цар Борис III, без да чака отпадането на ограниченията от Ньойския диктат, приковава със златни гвоздеи нови бойни знамена към дръжките, те са тържествено осветени и царя ги връчва на новосформираните въздушни полкове на строените за тази цел представителни части на 1-ви орляк (базиран на летище Божурище), 2-ри орляк (базиран на летище Пловдив), 3-ти орляк (базиран на летище Ямбол), Учебния орляк (базиран на летище Казанлък) и 5-и орляк (базиран на летище Пловдив). Майор Ив. Ножаров, пръв от петимата командири на въздушни части, приема знамето и го предава на първия му знаменосец фелдфебел Александър Чирпанлиев. От този ден българската военна авиация е възродена, а Божурище отново е не само гражданско софийско, но и главно българско военно летище.
През 1940 г. са издадени нови марки за въздушна поща по проект на художника авиатор Константин Д. Икономов. На марката с номинал 6 лева е изобразено как на летище Божурище самолет товари поща от пощенски автомобил.
В същата 1940 г. от дотогавашното Аеропристанище Божурище се формира 1 въздушен полк. С влизането на България във войната в 1941 г. там са базирани за защита на столицата изтребители-биплани Avia B-534, популярни с името „Доган“. В началото на август 1943 г. за защита на София от Карлово, където е дислоциран 6-и изтребителен полк, на Божурище е пребазиран 3/6 орляк (ескадрила), въоръжен с най-новите за момента изтребители на Въздушните войски – Messerschmitt Me 109G-2, легендарните „Густав“. Орлякът има по списъчен състав 17 изтребителя Ме-109G-2. Поема заедно с авиочастите на летище Враждебна и летище Карлово и германските им колеги до края на войната отбраната на мирното населението и София от британско-американските „терористични бомбардировки“ (като нападенията са записани във вражеските оперативни планове), а след идването на Червената армия – и срещу довчерашните германски съюзници. През 1943 г. Божурище е последното летище, на което каца цар Борис III няколко дни преди да почине.
На 20 декември 1943 г. от Божурище излита за последния си въздушен бой легендарният поручик Димитър Списаревски в защита на родното небе срещу налитащата американска армада от 150 бомбардировачи, охранявани от 50 изтребителя, идващи да разрушат българската столица. Списаревски прострелва и подпалва бомбардировач – „летяща крепост“ „Б-24“, след което удря с „таран“ и сваля водещия изтребител. Свирепата атака на българите успява да принуди врага да пусне повечето от бомбите си в полето. Списаревски пада при с. Пасарел. В боя загиват 2 български летци и са поразени 15 вражески самолета – 8 „летящи крепости“ и 7 изтребителя.

### Тренировъчно и спортно летище, 1947 – 2005
През 1945 г. започва превъоръжаването на българските ВВС със съветски самолети и на Божурище се появяват изтребители Як-9. След завършване изграждането на гражданското летище Враждебна в 1947 г. пътническите и пощенските полети са преместени там. С появата на реактивните самолети то вече не е достатъчно пригодно за новата военна техника, за която е изградена авиобазата в Доброславци.
От 1948 г. Божурище престава да е военно поделение и се превръща в база на Софийския аероклуб и на организациите за съдействие на отбраната – НССТ, Доброволната организация за съдействие на отбраната (ДОСО), организациите за съдействие на отбраната (ОСО), Отдела за военнотехническа подготовка на населението (ОВТПН) и наследилото ги след 1989 г. дружеството „Воинтех“. Там се обучават хиляди младежи и девойки за парашутисти, безмоторни и моторни летци. Лети се непрекъснато, има дни, когато в небето едновременно се намират десетки самолети. Безмоторните летци от Софийския аероклуб поставят редица рекорди по далечина на полета и максимална абсолютна височина и височина над точката на откачане.
В района на Божурище съществуват уникални природно-климатични условия за безмоторно летене. Особено характерни са т.нар. „дълги вълни“ – възходящи потоци, които се образуват от обтичането на масива на планината Витоша от ветрове с южна съставяща. При наличие на подходящо оборудвани съвременни безмоторни самолети е възможно достигане на стратосферни височини. Подобни условия има още на 3 места по света – планината Снежка в Полша, планината Грюнау в Германия и планината Бишоп в САЩ. Но условията над Витоша превъзхождат всички останали и биха били естествена примамка за чуждестранни безмоторни летци да посещават Божурище с цел поставяне на рекорди. При подходящо стечение на метеорологичните явления в един ден може да се достигне стратосферна височина, от нея да се тръгне на север, да се хване следващата (макар и слаба) вълна на Карпатите и да се достигне до Полша, Украйна, Беларус.
Божурище десетилетия е спортно-учебно летище за спортисти летци, планеристи и парашутисти от аероклубовете. С ликвидирането на ОСО през 1992 г. летище Божурище, заедно с останалите спортни летища, преминава изцяло към Министерство на отбраната като публична държавна собственост, като е запазена някаква активност на обекта до 2005 г.
Около летището се намира ПВО отбраната на София и резервният щаб на Първа българска армия, който също все още не е изваден от употреба. На територията на летището има 3 паметника на загинали български летци и парашутисти.

## Паметник на културата
По повод на летището Главният щаб на ВВС официално заявява, че спортните летища не се използват от военните и не възразява те да бъдат прехвърлени на Министерството на младежта и спорта за ползване от спортистите. През февруари 2003 г. началникът на кабинета на министър-председателя писмено уверява Българския национален аероклуб, че спортните летища ще бъдат предоставени за ползване от аероклубовете. 4 месеца по-късно летище Божурище тайно е деактувано и от публична е превърнато в частна държавна собственост.
По време на правителството на НДСВ и ДПС на последното си заседание, преди да подаде оставка, то решава да замени 1 045 532 кв. м държавен терен и сгради на летище Божурище, които са публична собственост, срещу 106 апартамента в София и Пловдив. Летището е дадено на италианския концерн „Индустриален парк“, сделката е спряна временно поради разследване на прокуратурата и е приключена в 2007 г. от следващото правителство на БСП, ДПС и НДСВ. За замесени в заменката освен самите министри са подозирани Веселин Боянов, Георг Цветански, Красимир Гергов, Лилия Махмуд Абдула, съпруга на Красимир Катев, премиерите Симеон Сакскобургготски и Сергей Станишев и др.
През 2008 г. Министерството на културата включва със свое решение летището в списъка на културните паметници на България под името Исторически летищен комплекс „Божурище“, землището на с. Гурмазово, община Божурище, с предварителна класификация „Групова урбанистична и историческа културна ценност – комплекс“ и предварителна категория „национално значение“. През 2010 г. фирмата завежда дело срещу този му статут, но губи делото и тричленният състав на Върховния съд потвърждава определения от държавата статут на летището като културен паметник. Процедурата да бъде обявено летището за паметник е започната при министър Стефан Данаилов с решение за това, подписано от него на 7 май 2008 г., и напълно финализирана в 2009 г. от министър Вежди Рашидов. Чуждестранният частен собственик на паметника е глобен през януари 2013 г. от министър Рашидов, защото е оставил на разрухата този паметник на българската история.
Решението на тричленния състав на съда е обжалвано през 2013 година пред 5-членен състав, който отменя заповедта и връща преписката на Министерството на културата с мотиви, че са допуснати съществени нарушения при издаването ѝ, включително неуведомяване на заинтересовани лица и неясен териториален обхват на обекта на временната защита. Назначена е и анкетна комисия в Народното събрание, чиято цел е да изготви доклад за действията на институциите през последните години. По това дело решението е окончателно и не подлежи на обжалване. През месец юни 2014 г. собствениците на терена започват неговото разчистване от стари сгради и съоръжения и пристъпват към реализация на инвестиционния си проект. Съборени са първо старите хангари на някогашната аеропланна работилница, а през месец август е премахнат и големият хангар на летището. Паралелно върви и премахване на настилката на пистата. В медиите са публикувани и първите проекти за архитектурата на бъдещата индустриална зона, дело на арх. Реймондо Флакомио.
В 2016 г. летище Божурище пак е обявено за паметник на културата от министър Рашидов като Националният институт за недвижимо културно наследство му определя статут на „историческа, урбанистична и архитектурна недвижима културна ценност“. Така пред чуждестранните собственици, приватизирали терена, има два варианта – да го върнат по един или друг начин на държавата или самите те или други инвеститори да го възстановят като летище, което няма да наруши статута му на културен паметник.

## Галерия
- ДАР-1, реконструкция
- ДАР-2
- ДАР-3 Гарван ІІІ
- ДАР-4, опитен образец на тримоторен самолет
- ДАР-4, единственият произведен български многомоторен самолет
- ДАР-10
- ДАР „Узунов-1“ (DAR U-1), наречен в памет на Иван Узунов – пилот, герой от войната, който загива 1925 г. при тестване на австрийски самолет
- ЖП гарата при летище Божурище
- Авиомеханици от Държавната аеропланна работилница в Божурище (ДАР) изпитват двигател на самолет след ремонт
- Български авиатори пред картографския самолет Потез 17 (Potez XVII), летище Божурище 1928
- Граждани на посещение в Държавната аеропланна работилница на летище Божурище, разглеждат първите серийно произвеждани самолети в България 1926 г.
- Поручик Симеон Петров 1912 г. на борда на Блерио XI
- Аерофотографите от ятото на летище Божурище: най-ляво Георги Писковски, най-дясно полковник Мирчо Качулев, фотограф-художник и ръководител на отряда, 1926 г.
- Н. В. цар Борис III изпраща министър-председателя генерал Херман Гьоринг на летище Божурище след посещението му през 1935 г.
- Български авиатори, строени до самолети Потез 17 (Potez XVII), произвеждани в Полша по френски лиценз за българската авиация, хангарите на летище Божурище, 1928 г.
- Летище Божурище, 1938 г., ремонт на двигателите на бомбардировач Дорние До-11 „Прилеп“ (Dornier Do.11)
- ДAР-3 Гарван-1 на преден плани и ДАР-7 на заден заедно с немски German Heinkel HE-45b Shturkel – хангарите на авиоработелницата Божурище в 1936 г.
- капитан Симеон Петров пръв началник на аеорпланния комплекс Божурище
- Поручик Димитър Списаревски – легендарният български летец защитава небето на София, многократно излитайки от летище Божурище, откъдето се вдига и за последния си полет.
- Изтребител Месершмид Ме 109-G. От 17 такива е бил базираният на летището защитаващ София орляк 3/6. Този модел е пилотирал кап. Списаревски.
- Първите български авиопощенски марки, издадени на 7 ноември 1927, които са ползвани за пробния пощенски полет от Божурище през Русе до Варна на 8 ноември 1927 и по обратния маршрут на 11 ноември същата година.
- Самолет Junkers от вида, обслужвал първата редовна българска пътническо-пощенска линия на Бунавад от летище Божурище